# Университет Сассари
Университет Сассари — итальянский государственный университет в г. Сассари (Сардиния).
Датой основания считается 1562 год, когда начались первые занятия колледжа (Studio Generale) иезуитов в Сассари. Через несколько десятилетий, Студия расширилась и получила статус Сардинского Королевского университета в 1617 году по указу Филиппа III благодаря ходатайству иезуитов, муниципалитета и архиепископа Антонио Канополо .

## История
Рождение университета связано с фигурой Алессио Фонтаны, который в 1558 году пожертвовал муниципалитету свои средства на основание учебного колледжа («Атенео») под кураторством Общества Иисуса (иезуитов), занятия которого начались в 1562 году. В 1612 году папская булла даровала иезуитам право присуждения ученых степеней по философии и теологии, а 9 февраля 1617 года король Филипп III предоставил статус университета королевского права только философскому и теологическому факультетам. Следующий шаг произошел в 1632 году, когда королевская хартия разрешила присуждение ученых степеней в области права и медицины.
«Вторым основателем» университета считается Антонио Канополо, который обеспечил сооружение в «Атенео» новых аудиторий, величественного лекционного зала Aula Magna и многократно жертвовал деньги. Его герб до настоящего времени представлен в холле университета. В том же 1765 году был утвержден внутренний регламент с признанием четырёх факультетов: философии и искусства, теологии, юриспруденции и медицины.
В «Атенео» были привлечены преподаватели из Пьемонта, что повысило общую научную культуру университета. «Реставрация» правительства Савойи положила начало исследованиям проблем Сардинии, культурного и экономического потенциала острова.
В 1877 году «Атенео» был причислен к учреждениям послешкольного образования. К началу XX века университет испытал новые культурные тенденции, в том числе позитивизма в области медицины, науки и права.
В первые три года двадцатого века, благодаря внедрению «национальной университетской системы», были открыты новые факультеты фармации и ветеринарной медицины, а в 1950 году сельскохозяйственный факультет заложил основы для экономического и социального возрождения Сардинии.

### Современный этап
Университет получил доступ к фондам ЕС в рамках инициативы Interreg III, которая способствует региональному сотрудничеству в Европейском Союзе и его приграничных регионах.
Кроме того, активна база данных реестра исследований, то есть система сбора, которая включает в себя список активных исследователей со всеми их данными и список тем проведенных исследований, публикаций и конференций.

## Структура
Университет состоит из следующих факультетов:
- Аграрный
- Архитектура, дизайн и градостроительство
- Химия и фармацевтика
- Право
- Ветеринария
- Биология и медицина
- Экономика и бизнес
- Медицинские, хирургические и экспериментальные науки
- Антропология и социальные науки
- История, гуманитарные науки и образование

## Библиотеки
Библиотеки университета объединены в библиотечную систему университета. По состоянию на 2020 г. в них хранилось около 616 300 единиц (древние и современные монографии, компакт-диски, DVD, фильмы, микрофиши, карты, другие материалы и периодические издания), около 3750 бумажных периодических изданий (как текущих, так и прекращенных), около 37 000 полнотекстовых электронных периодических изданий, около 60 онлайн-баз данных и более 9000 электронных книг .

## Знаменитые выпускники
- президент Италии Франческо Коссига
- президент Италии Антонио Сеньи
- министр внутренних дел Италии Джузеппе Пизану
- юрист Луиджи Берлингуэр

## Критика
В 2010-е гг. некоторые университетские профессора стали подозреваемыми в ходе расследования прокуратуры Бари, касавшегося предполагаемых нарушений в публичных конкурсах на звание профессора. В целом расследование затронуло в общей сложности 35 преподавателей, в том числе из других университетов: Университета Бари имени Альдо Моро, Университета Валле д’Аоста, Университета Милана-Бикокка, Свободного средиземноморского университета, Университет Тренто, Университета Рома Тре и Европейского университета Рима .